# Karen Hultzer
Karen Hultzer (Ciudad del Cabo, 16 de septiembre de 1965) es una arquera y empresaria sudafricana, y la única persona africana que salió del armario durante los Juegos Olímpicos de Londres 2012.

## Trayectoria
Nació en Ciudad del Cabo en 1965. En 2007, debutó como arquera y al año siguiente, participó en su primera competición internacional. Ha ganado seis medallas de oro y varias de bronce en diversos campeonatos nacionales e internacionales de tiro con arco, como el Campeonato de Sudáfrica de tiro con arco el Campeonato de África.
Participó en la prueba individual de tiro con arco en los Juegos Olímpicos de Londres 2012. Durante esta competición, se declaró lesbiana, siendo una de los 23 deportistas que se declararon homosexuales durante las olimpiadas de Londres 2012 y la única persona africana en hacerlo.
Se convirtió en presidenta provincial de la Asociación Nacional Sudafricana de Arquería (SANAA por sus siglas en inglés). Además, como empresaria creó un negocio de paisajismo.